# Jüdische Gemeinde Oberaula
Die Jüdische Gemeinde in Oberaula im nordhessischen Schwalm-Eder-Kreis bestand vom 17. Jahrhundert bis in die Zeit des Nationalsozialismus.

## Gemeindeentwicklung
Juden sind in Oberaula erstmals im Jahre 1611 erwähnt. Im Jahre 1646 sind zwei, 1671 vier jüdische Haushaltungen im Ort bezeugt. Wann ein Minjan erreicht war, ist nicht bekannt. Im Jahre 1774 bestanden erst fünf Haushaltungen, 1776 wird dann von acht Familien berichtet. Da jedoch auch im benachbarten Schwarzenborn schon mindestens seit dem 18. Jahrhundert jüdische Familien ansässig waren, bildeten diese mit den Glaubensbrüdern in Oberaula vielleicht schon bald eine Gemeinde. Im 19. und 20. Jahrhundert ist diese Gemeindeverbindung der jüdische Familien aus Schwarzenborn, Frielingen und Hausen mit der Gemeinde in Oberaula jedenfalls beurkundet.
Die Anzahl der jüdischen Einwohner von Oberaula war in der zweiten Hälfte des 19. Jahrhunderts am größten, ebenso wie ihr prozentualer Anteil an der Gesamtbevölkerung. Um die Wende zum 20. Jahrhundert begann dann eine leichte Abwanderung in die größeren Städte und auch nach Übersee, aber noch bis 1933 blieb die Zahl der jüdischen Einwohner Oberaulas relativ konstant. Infolge der schnell einsetzenden Repressalien, Berufsverbote, Boykotte und immer weiter greifenden Entrechtung verminderte sich die Gemeinde drastisch durch Ab- und Auswanderung. Anfang 1939 verblieben noch 39 jüdische Einwohner, die aber nach der Plünderung und Verwüstung ihrer Synagoge während der Novemberpogrome 1938 beschlossen, das Dorf zu verlassen. 15 von ihnen gelang es, noch rechtzeitig nach Palästina, in die USA oder nach Frankreich zu fliehen. Die letzten jüdischen Einwohner verließen Oberaula im August 1940.
| Jahr | Einwohner, gesamt | Jüdische Einwohner | Anteil in Prozent |
| ---- | ----------------- | ------------------ | ----------------- |
| 1835 | …                 | 45                 | …                 |
| 1861 | 921               | 106                | 11,5 %            |
| 1871 | 811               | 82                 | 10,1 %            |
| 1885 | 823               | 91                 | 11,1 %            |
| 1895 | 788               | 90                 | 11,4 %            |
| 1905 | 857               | 70                 | 8,2 %             |
| 1925 | 1113              | 79                 | 7,1 %             |
| 1933 | 1197              | 79                 | 6,6 %             |
| 1939 | 1231              | 39                 | 3,2 %             |

## Einrichtungen
Zu den Gemeindeeinrichtungen gehörten eine Synagoge, ein rituelles Bad (Mikwe), eine jüdische Schule und ein Friedhof sowie der Israelitische Männerverein und der Israelitische Frauenverein, beide wohltätigen Zwecken gewidmet.

### Synagoge
Die Gemeinde hatte möglicherweise bereits seit dem 18. Jahrhundert nicht nur einen Betsaal, sondern eine Synagoge, die 1837 durch den Bau einer „neuen Synagoge“ in der damaligen Haintorgasse (heute Friedigeröder Straße) ersetzt wurde. Der zweistöckige Fachwerkbau mit der Frauenempore im Obergeschoss und getrennten, aber unmittelbar nebeneinander befindlichen Eingangstüren für Männer und Frauen wurde am 15. September 1837 eingeweiht und war 101 Jahre lang Mittelpunkt des jüdischen Gemeindelebens. Während der Novemberpogrome 1938 wurde die Inneneinrichtung der Synagoge verwüstet und teilweise zerstört; auch auf dem Friedhof der Gemeinde gab es Verwüstungen. Da die noch verbliebenen Gemeindemitglieder daraufhin wegzuziehen beschlossen, wurde das Gebäude der Synagoge verkauft und danach als Wohnhaus genutzt. 1969 wurde es abgebrochen, und das Grundstück wurde eingeebnet.
Seit 1989 befindet sich an der benachbarten Pfarrscheune der Evangelischen Kirchengemeinde eine Gedenktafel mit einer stilisierten Abbildung der ehemaligen Synagoge, Ersatz für eine fünf Jahre zuvor am Standort der ehemaligen Synagoge angebrachte provisorische Gedenktafel.

### Schule
Die Israelitischen Elementarschule war in einem Privathaus untergebracht. Der von der Gemeinde angestellte Lehrer war zugleich Vorbeter und Schochet (Schlachter). Im Jahre 1869 gab es 18 Schüler, 1890 war ihre Zahl auf 29 angestiegen. Danach fiel die Zahl der Schüler stetig ab: 1901 waren es 19, 1925 nur noch sechs (ein weiteres Kind, das eine andere Schule besuchte, erhielt nur Religionsunterricht) und 1931/32 ebenfalls noch sechs. Die Schule wurde am 1. April 1933 zwangsweise geschlossen.

### Friedhof

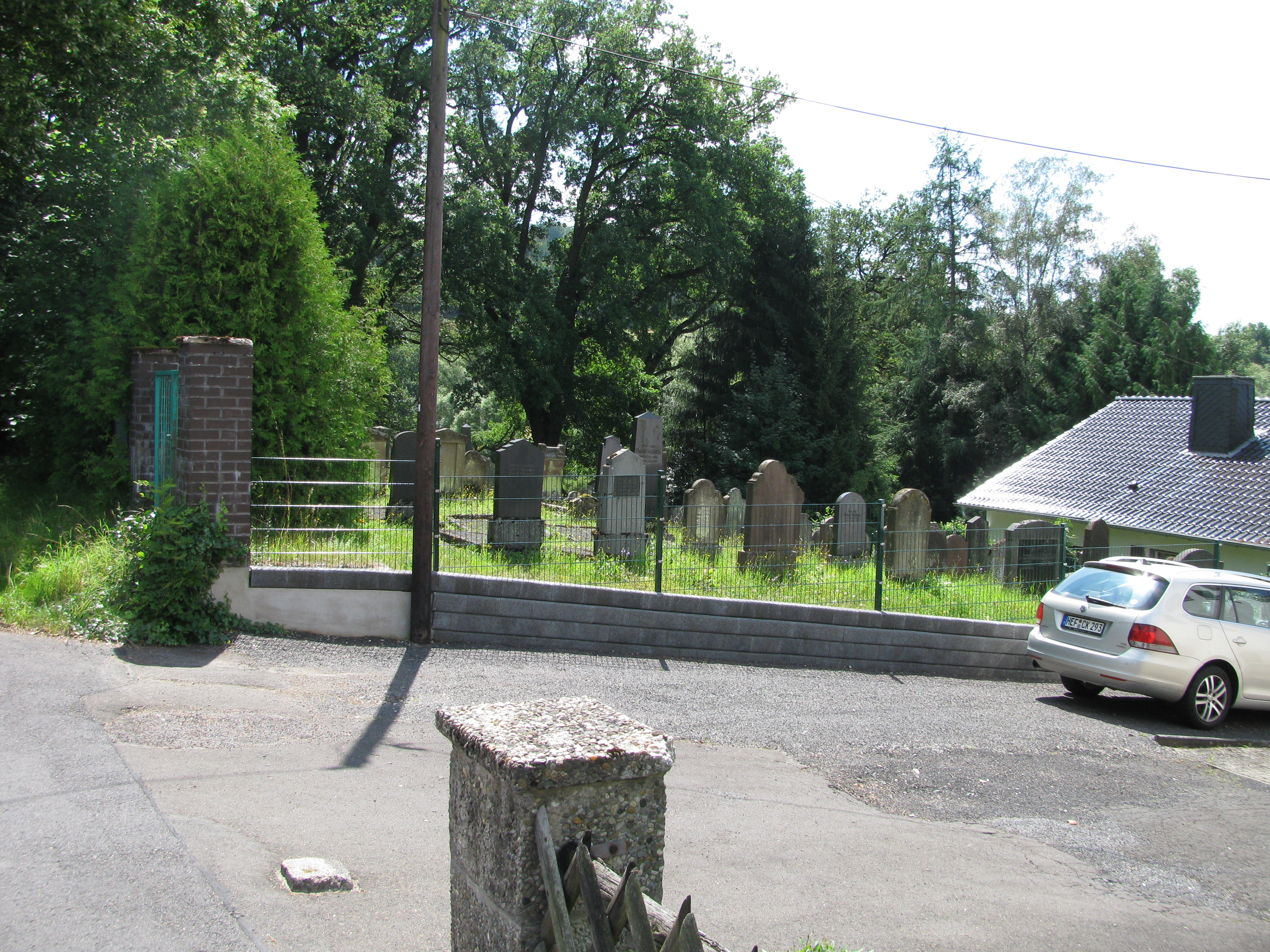
Jüdischer Friedhof Oberaula

Der Friedhof ist der älteste erhaltene jüdische Friedhof im ehemaligen Landkreis Ziegenhain: die erste nachweisbare Bestattung fand 1694 statt. Er liegt am Südrand des Ortes an der Bundesstraße 454 (Hersfelder Straße) in Richtung Wahlshausen (50° 51′ 15″ N, 9° 28′ 24″ O) und findet sich unter verschiedenen Gemarkungsbezeichnungen: „Juden Todtenhof“, „der Sambel“, „unter der Landstraße“ und „über den Auewiesen“. Er wurde ab 1840 mehrfach erweitert und hat heute eine Größe von 5879 m². Der älteste Teil umfasste eine ebene Wiese im Bachgrund der Aula; später wurden in mehreren Schritten erst ein Hang, dann weitere kleine Hangflächen und ein ebenes Flurstück oberhalb des alten Gräberfeldes hinzu erworben. Die älteren Teile des Friedhofs liegen heute im Schatten eines lichten Eichenhains, während die ab 1903 angelegten Gräberfelder von einer Grasnarbe ohne Baumbestand bedeckt sind.
Der Friedhof diente anfangs wohl nur den Juden aus Oberaula, wurde aber schon bald zum Sammelfriedhof der jüdischen Gemeinden in anderen Orten der Gegend: Breitenbach am Herzberg, Frielingen, Hausen, Mühlbach, Neukirchen, Ottrau, Raboldshausen und Schwarzenborn.
318 Grabsteine in unterschiedlichem Erhaltungszustand wurden in den Jahren 1980 und 1982 dokumentiert, aber die ursprüngliche Belegung war, wie aus Dokumenten hervorgeht, wesentlich höher und kann durchaus doppelt so hoch gewesen sein. Die beiden letzten mit einem Grabstein gekennzeichneten Gräber sind vom März 1937. Zwar enthält das Sterberegister der Gemeinde danach noch drei weitere Sterbefälle, der letzte im Februar 1938, und diese Beerdigungen fanden sicherlich noch auf dem Friedhof statt, aber für diese Verstorbenen konnten keine Grabsteine mehr gesetzt werden.
Der Friedhof wurde in der Pogromnacht am 9. November 1938 verwüstet.
Im März 1984 wurde am Eingang zum Friedhof eine erste Gedenktafel angebracht; sie wurde 1989 durch eine neue ersetzt.

## Holocaustopfer
Insgesamt wurden, soweit bisher bekannt, 53 aus Oberaula stammende oder längere Zeit dort wohnhafte jüdische Personen in der NS-Zeit umgebracht. Aus Schwarzenborn erlitten mindestens acht Personen das gleiche Schicksal.